# Benedetta Carlini
Benedetta Carlini (Vellano, 20 gennaio 1590 – Pescia, 7 agosto 1661) è stata una mistica, religiosa e veggente italiana lesbica, vissuta all’epoca della Controriforma.
Principale fonte sulla sua vita è il testo di Judith C. Brown Atti impuri (pubblicato nel 1986), che ha trattato le vicende che hanno portato ad un'ampia discussione sulla sessualità, sul lesbismo e sul misticismo delle donne, perché Suor Benedetta salì all'onore delle cronache dell'epoca per le sue visioni e la sua relazione omosessuale con una sorella del convento che dirigeva. La drammaturga e regista canadese Rosemary Rowe ha scritto una commedia sulla sua relazione con Suor Bartolomea, Benedetta Carlini: Suora lesbica del Rinascimento italiano.

## Biografia
Benedetta Carlini nacque il 20 gennaio 1590 a Vellano, piccolo borgo della montagna pesciatina, capoluogo di comunità fino al 1928, da una famiglia della classe media italiana; fin dall'infanzia mostrò interesse per la vita religiosa, così la famiglia le acquistò un posto in un convento esclusivo e tranquillo, il Convento della Madre di Dio, a Pescia, dove entrò come novizia a sedici anni. All'età di trent'anni, Benedetta fu eletta badessa del convento, ma avrebbe poi avuto una serie di inquietanti visioni: in alcune il Signore le strappava il cuore dal petto e lo sostituiva col suo trafitto da tre frecce, in altre alcuni uomini cercavano di ucciderla. 
Temendo che suor Benedetta fosse molestata da entità demoniache, le altre sorelle le consigliarono di vivere nella sua cella e le affiancarono un'altra sorella, suor Bartolomea. In seguito, le visioni più inquietanti di suor Benedetta sarebbero terminate, ma la donna raccontò di ricevere ancora presenze soprannaturali.
Le autorità ecclesiastiche, che vivevano allora nel clima della Controriforma, quando vennero a sapere tutto ciò erano decise a censurare le sue visioni mistiche, che erano potenzialmente problematiche in quanto potevano essere considerate come segni di spiritualità indipendente o, peggio, di eresia. Gendarmi pontifici le fecero visita anche 3-4 volte al giorno, ma la Carlini non fu mai interrogata fino a quando suor Bartolomea non confessò che lei e suor Benedetta erano amanti. Secondo suor Bartolomea, suor Benedetta avrebbe fatto l'amore con lei e, durante l'amplesso, entrambe avrebbero avuto le visioni mistiche che Benedetta Carlini aveva descritto.
Secondo Brown diedero più scandalo l'autonomia intellettuale e il misticismo eterodosso di Benedetta che non il suo orientamento sessuale; in ogni caso questa dichiarazione fu sufficiente a condannarla: la religiosa fu infatti privata del suo incarico di badessa e successivamente tenuta sotto sorveglianza per i restanti 35 anni della sua vita. Morì infatti nel 1661, mentre la sua ex amante, Suor Bartolomea, era deceduta l'anno precedente. 
La notizia della morte di Benedetta Carlini si diffuse velocemente fuori dalle mura del convento. I pesciatini non l'avevano dimenticata nemmeno quarant'anni dopo gli eventi che l'avevano portata alla notorietà e dopo trentacinque anni di forte isolamento sociale. Forse il motivo fu che i suoi avvertimenti profetici a coloro che rifiutavano di credere in lei si erano finalmente avverati e nel 1631 la peste colpì proprio Pescia. Molte persone non avevano mai veramente creduto agli sforzi dei funzionari per screditare i suoi miracoli. Una folla si radunò vicino al cancello del convento: la gente voleva vedere e toccare il corpo di Benedetta o addirittura portarne un po' con sé come le reliquie di una santa. Ma le suore sbarrarono le porte della chiesa per evitare ogni tumulto fino alla sepoltura. Portarono in chiesa il corpo della Carlini come si usava fare con le suore e la vestirono con il velo nero e l'abito indossato dalle altre.

## Altre interpretazioni
E. Ann Matter, una studiosa femminista esperta in questioni religiose, ha un punto di vista alternativo sul caso di Benedetta Carlini, esemplificato in un articolo nel Giornale dell'omosessualità nel 1990, in cui confronta e contrappone due racconti autobiografici, quello di Benedetta Carlini e quello della mistica cattolica italiana, Maria Domitilla Galluzzi di Pavia, vissuta nel XVII secolo. Carlini e Galluzzi erano entrambe visionarie autodidatte e molto apprezzate dalla loro comunità religiosa e laica, ma ambedue furono oggetto di sospetto e di stretto controllo da parte della gerarchia ecclesiastica. A differenza del "caso Carlini", però, in quello della Galluzzi non ci fu uno scandalo sessuale.
Secondo Matter gli studiosi che si sono occupati di Benedetta Carlini potrebbero aver retrodatato il proprio contesto culturale per adattarlo a periodi storici completamente diversi: in sostanza quello che è valido nel XX secolo non deve essere altrettanto attendibile per il XVII; la definizione di "suora lesbica" è per lei quindi troppo semplicistica e così come per Maria Galluzzi, la sessualità di Benedetta Carlini potrebbe essere vista come organizzata intorno ad un elaborato ed organico collegamento tra il mondo spirituale e quello sensuale.

## Filmografia
Il regista olandese Paul Verhoeven nel 2021 ha scritto e diretto un film, Benedetta, basato sul saggio di Judith C. Brown Atti impuri. Vita di una monaca lesbica nell'Italia del Rinascimento, uscito nelle sale nel 2023.